# Valkeisen Isosaari
Valkeisen Isosaari är en ö i Finland. Den ligger i sjön Valkeinen och i kommunen Outokumpu i den ekonomiska regionen  Joensuu ekonomiska region  och landskapet Norra Karelen, i den sydöstra delen av landet, 400 km nordost om huvudstaden Helsingfors. Öns area är 5,1 hektar och dess största längd är 330 meter i sydöst-nordvästlig riktning.